# Ročki misal
Ročki misal je misal iz 1421. godine pisan uglatom glagoljicom na 232 list pergamene. Misal je bogato iluminiran slikama i inicijalima. Autorstvo misala se pripisuje Bartolu Krbavcu, ali je 13 listova djelo drugoga pisca. Ime je dobio po gradu Roču gdje je bio u uporabi do 1593. godine. Čuva se u Nacionalnoj knjižnici u Beču pod signaturom Cod. Slav. 4.

## Poveznice
- Misal